# Denaea
Genre
Espèces de rang inférieur
- † Denaea fournieri Pruvost[1] (espèce type)
- † Denaea meccaensis Williams, 1985
- † Denaea decora Ivanov, 1999
- † Denaea wangi Wang, Jin & Wang[2], 2004
- † Denaea saltsmani Ginter & Hansen[3], 2010
- † Denaea williamsi Ginter & Hansen[3], 2010

Denaea est un genre éteint de petits poissons cartilagineux de la famille des Falcatidae (ordre des Symmoriida). Le genre est connu en Belgique dans le marbre noir de Denée, en Russie, en Allemagne, en Pologne, en Angleterre et en Chine. Il est daté du Carbonifère, du Viséen au Gzhélien, soit il y a environ entre 346,7 à 298,9 millions d'années.

## Historique
Les premiers fossiles de Denaea ont été découverts dans le calcaire marin noir d'âge viséen, dit marbre noir de Denée, dans la province de Namur en Belgique. Ils ont été décrits sous le nom binominal de Denaea fournieiri par P. Pruvost et G. Fournier en 1922, puis 1928.

## Étymologie
Le nom de genre est celui latinisé du village belge de Denée près duquel les premiers restes fossiles ont été découverts.

## Description
Avec les familles voisines des Stethacanthidae et des Symmoriidae, les Falcatidae, sont caractérisés par la présence à la base de leurs nageoires pectorales d'un appendice cartilagineux (axe métaptérygien) plus ou moins allongé, postérieur aux cartilages basaux.
Ce sont des poissons de petite taille, difficile à estimer au vu de la rareté des restes partiels de squelette. Les dents constituent la quasi-totalité des fossiles. Chez l'espèce type, Denaea fournieiri, elles montrent cinq ou sept cuspides fines et pointues et de tailles différentes, avec la cuspide médiane plus longue que les autres. Le nombre de cuspides varie selon les espèces, ainsi les dents de Denaea wangi peuvent en posséder jusqu'à 11, avec la cuspide la plus proéminente non centrée.

## Liste des espèces
- † Denaea fournieri Pruvost[1],[8] (espèce type).

Plusieurs autres d'espèces ont été décrites uniquement à partir de fossiles de leurs dents :
- † Denaea meccaensis Williams, 1985
- † Denaea decora Ivanov, 1999
- † Denaea wangi Wang, Jin & Wang[2], 2004
- † Denaea saltsmani Ginter & Hansen[3], 2010
- † Denaea williamsi Ginter & Hansen[3].

D'autres espèces ont été réattribuées au genre Stethacanthulus : 
- † Denaea meccaensis
- † Denaea decora Ivanov, 1999